# آئورت نزولی
آئورت نزولی بخشی از سرخرگ آئورت است که از قوس آئورت شروع می‌شود و از راه سینه و شکم به سمت پایین می‌رود. آئورت نزولی از نظر آناتومیکی از دو بخش آئورت سینه‌ای (توراسیک) و آئورت شکمی تشکیل شده است که مطابق با دو حفره بزرگ تنه‌ای موجود در آن است. درون شکم، آئورت نزولی به دو سرخرگ تهیگاهی مشترک تقسیم می‌شود و به لگن خاصره و در پایان پاها خون‌رسانی می‌کند.
مجرای سرخرگی در هنگام جنینی محل اتصال سرخرگ ریوی و آئورت پایین‌رو است. این سرخرگ پس از آن به‌عنوان لیگامان (رباط) سرخرگی (شریانی) باز می‌گردد.